# CUS Milano
CUS Milano è un Centro Universitario Sportivo, nato nel 1947, che promuove la pratica e il potenziamento dell'educazione fisica e dell'attività sportiva degli studenti di tutte le università di Milano.

## Struttura organizzativa

### Sedi
La sede principale del CUS Milano si trova al PalaCUS Idroscalo a Segrate.
I CUS Point sono gli uffici del CUS Milano collocati nei diversi atenei cittadini:
- Università degli Studi di Milano - Città Studi,  Polo Didattico Città Studi, Edificio 3, via Golgi 19 .
- Università degli Studi di Milano - Ca' Granda, Cortile di Via Festa del Perdono, 7.
- Università degli Studi di Milano-Bicocca, Piazza dell'Ateneo Nuovo (Edificio U6 1º piano).
- Università commerciale Luigi Bocconi, Palazzo Grafton, Via Roentgen, 1 c/o Bocconi Sport Team Club.
- Università Cattolica del Sacro Cuore, presso C.S.Fenaroli (viale Suzzani)
- Politecnico - Bovisa, solo informazioni e tessere.

## Campionati Milanesi Universitari
Il CUS Milano organizza i Campionati Universitari Milanesi, la regina delle manifestazioni sportive studentesche meneghine che si svolge da ottobre a giugno e che vede scendere in campo le rappresentative ufficiali degli Atenei milanesi, compresa la Liuc di Castellanza. I Campionati coinvolgono otto discipline sportive: calcio a 11 maschile, calcio a 5 femminile, basket maschile e femmine, volley maschile e femminile e tennis maschile e femminile. Al termine dei Campionati viene stilata una classifica generale che tiene conto del piazzamento in ogni singolo torneo: l'Università prima classificata in questa speciale graduatoria si aggiudica la prestigiosa Coppa delle Università, massimo trofeo della Milano sportiva universitaria. L'edizione dell'anno accademico 2017/2018 è la numero 17 dei CMU.

### Albo d'oro

#### Calcio a 11 maschile
- 2001/2002: Università Bicocca Milano
- 2002/2003: Università Bocconi
- 2003/2004: Università degli Studi di Milano
- 2004/2005: Università Bicocca Milano
- 2005/2006: Università Bicocca Milano
- 2006/2007: Università Bicocca Milano
- 2007/2008: Università Bicocca Milano
- 2008/2009: Università Bocconi
- 2009/2010: Università Bicocca Milano
- 2010/2011: Università Bicocca Milano
- 2011/2012: Politecnico
- 2012/2013: Politecnico
- 2013/2014: Politecnico
- 2014/2015: Università Bicocca Milano
- 2015/2016: Università Bicocca Milano
- 2016/2017: Università Bicocca Milano
- 2017/2018: Università Cattolica del Sacro Cuore
- 2018/2019: Università Cattolica del Sacro Cuore
- 2018/2019 Coppa Lombardia: Università Cattolica del Sacro Cuore
- 2019/2020: nd
- 2020/2021: nd
- 2021/2022: Università Bocconi
- 2021/2022 Coppa Lombardia: Università Bocconi
- 2022/2023: Università Bicocca Milano
- 2022/2023 Superlega: Università Bocconi

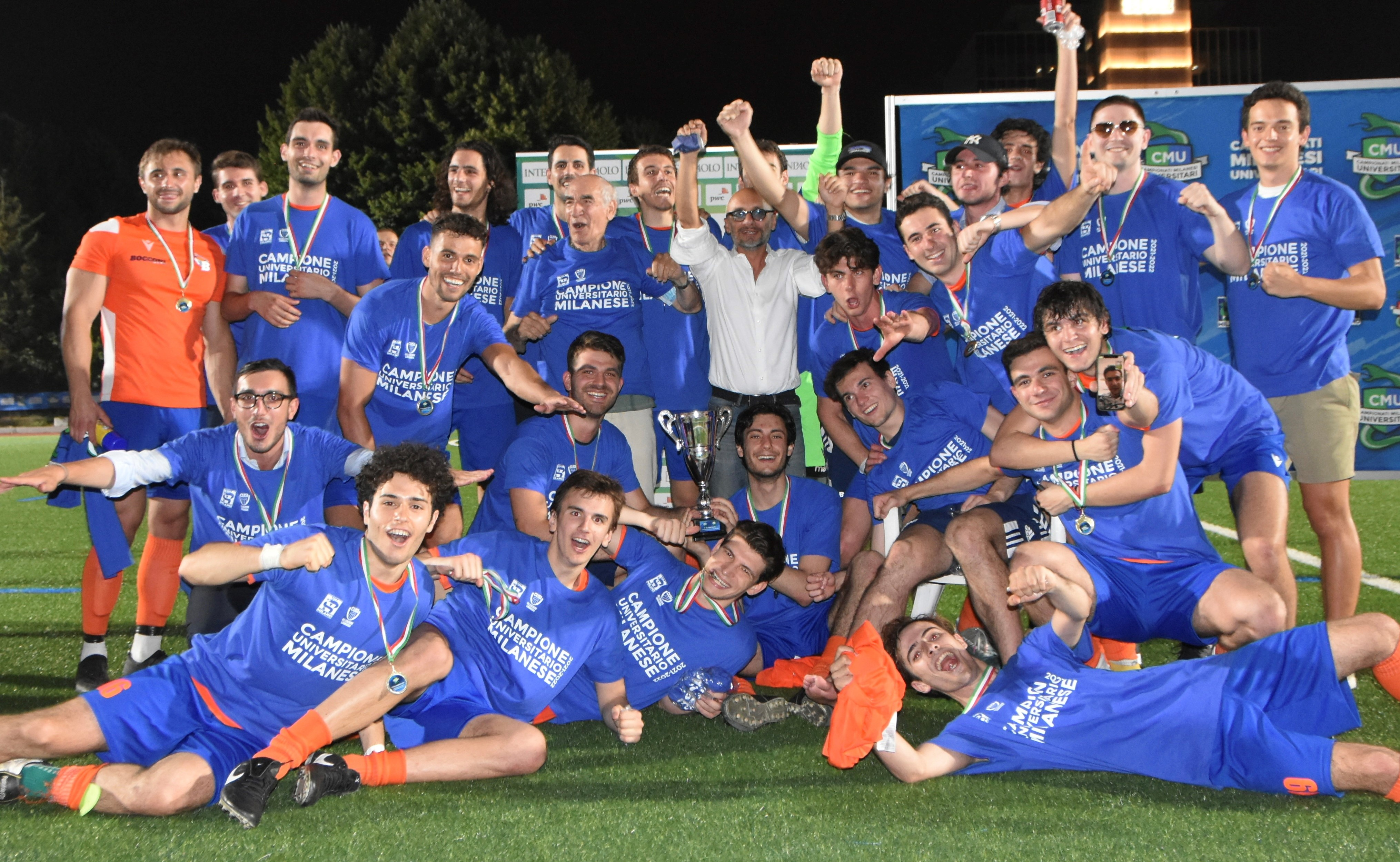
La squadra di calcio dell'università Bocconi festeggia la vittoria dei Campionati Universitari Milanesi 2021/2022.

- 2023/2024: Università Bocconi

.
.
.
.
.
.
Pallavolo

##### Femminile
- 2002/2003: Università degli Studi di Milano
- 2003/2004: Università Bocconi
- 2004/2005: Università Cattolica
- 2005/2006: Università Cattolica
- 2006/2007: Università Cattolica
- 2007/2008: Università Cattolica
- 2016/2017: Università degli Studi di Milano

##### Maschile
- 2002/2003: Politecnico
- 2003/2004: Politecnico
- 2004/2005: Università Bocconi
- 2005/2006: Università degli Studi di Milano
- 2006/2007: Università Bocconi
- 2007/2008: Università Bocconi
- 2016/2017: Università Bicocca Milano

#### Pallacanestro

##### Femminile
- 2005/2006: Università Cattolica
- 2006/2007: Università Cattolica
- 2007/2008: Università Cattolica
- 2016/2017: Università Cattolica

##### Maschile
- 2002/2003: Università Bicocca Milano
- 2003/2004: Università Cattolica
- 2004/2005: Università Cattolica
- 2005/2006: Università Cattolica
- 2006/2007: Università degli Studi di Milano
- 2007/2008: Università Cattolica
- 2008/2009: Università Cattolica
- 2009/2010: Università Cattolica
- 2010/2011: Università Bicocca Milano
- 2011/2012: Università Bicocca Milano
- 2012/2013: Politecnico di Milano
- 2016/2017: Università Cattolica
- 2021/2022: Università degli Studi di Milano

#### Coppa Davis di tennis
- 2005/2006: Università degli Studi di Milano
- 2006/2007: Università Cattolica
- 2016/2017: Università Bicocca Milano

#### Calcio a 5 femminile
- 2006/2007: Università degli Studi di Milano
- 2016/2017: Università Bicocca Milano
- 2021/2022: Università degli Studi di Milano

## Tornei organizzati dal Cus Milano

### Campionato Universitario di Maratona
Il 1º Campionato Universitario di Maratona si è tenuto il 23 novembre 2008 all'interno della Milano City Marathon.

## Rugby
La squadra di rugby del CUS Milano nella sua storia ha militato per quattro volte nella massima divisione del campionato italiano. Le prime due stagioni disputate furono quelle 1967/68 e 1968/69, a cui partecipo dopo aver assorbito al suo interno l'A.S. Rugby Milano e il suo titolo sportivo. Dopo essere retrocessa in serie B, riuscì a tornare in serie A nelle stagioni 1976/77 e 1978/79. Alla fine degli anni 1990 la squadra si fonde con il Chicken Club Rozzano, dando vita al Chicken CUS Milano. Dopo aver disputato l'ultimo campionato di serie B nel 2005/06 il CUS Milano ha passato il proprio titolo sportivo al Rugby Grande Milano, società di cui il CUS Milano è socio fondatore, assieme ad altre squadre dell'hinterland milanese.

## Hockey su ghiaccio
La sezione hockeistica, attiva nella serie C Interregionale, negli anni '30 partecipò anche a un campionato di serie A (nel 1937-38).

## Pallanuoto
Cronistoria
- 2004-2005 - Serie B
- 2005-2006 - Serie B
- 2006-2007 - Serie B
- 2007-2008 - Serie B
- 2008-2009 - Serie B
- 2009-2010 - Serie B
- 2010-2011 - Serie B
- 2011-2012 - Serie B
- 2012-2013 - Serie B girone 2

Allenatori
- 2013 - in carica: Beppe Catalano

## Pallacanestro
Attualmente la squadra di pallacanestro del CUS Milano disputa il campionato di Serie C Silver sotto il nome di Politecnico Milano.

## Impianti
Attualmente il Cus Milano pallanuoto utilizza le piscine D.Samuele in via Mecenate e la piscina del centro Saini in via Arcangelo Corelli.